# Paramoria weaveri
Paramoria weaveri is een slakkensoort uit de familie van de Volutidae. De wetenschappelijke naam van de soort is voor het eerst geldig gepubliceerd in 1961 door McMichael.